# Sidi Amar (Tipaza)
Pour les articles homonymes, voir Sidi Amar.
Sidi Amar (anciennement Zurich pendant la colonisation française), est une commune de la wilaya de Tipaza en Algérie.

## Géographie

### Situation
Le territoire de la commune est situé au centre de la wilaya de Tipaza. Son chef-lieu, Sidi Amar, se situe à environ 13 km au sud-est de la ville de Cherchell et à environ 20 km au sud-ouest de Tipaza.
| Cherchell | Cherchell, Nador | Nador   |
| Menaceur  | Sidi Amar        | Nador   |
| Menaceur  | Menaceur         | Hadjout |

### Localités de la commune
La commune de Sidi Amar est constituée de quatre localités :
- Bourouis
- Sidi Amar
- Sidi Moussa
- Tidaf

## Histoire
En 1848, la ville est nommée Zurich. En 1958 elle fait partie du département d'Alger. Après l'indépendance, elle prend le nom de Sidi Amar.

## Personnalités liées à Sidi Amar
- Noura (1942-2014), chanteuse, y est née.